# Kulturpreis der Stadt Wiener Neustadt
Der Kulturpreis der Stadt Wiener Neustadt wird als Auszeichnung von der Stadt Wiener Neustadt seit 1983 in unregelmäßigen Abständen vergeben.

## Kulturpreis
Der Kulturpreis wird zu den Kategorien Literatur, Bildende Kunst, Darstellende Kunst, Musik und Wissenschaft vergeben. Begonnen wurde mit dem Kulturpreis als Hauptpreis und dem Würdigungspreis. Seit 1983 wird auch ein Anerkennungspreis vergeben. Der Preis war 2011 abgestuft mit Euro 3500, 1500 und 500 dotiert.

## Preisträger
| Jahr                    | Kulturpreis                      | Anerkennungspreis             | Förderpreis           | Sonderpreis         |
| ----------------------- | -------------------------------- | ----------------------------- | --------------------- | ------------------- |
| 1983 Literatur          | Jeannie Ebner, Albert Janetschek |                               |                       |                     |
| 1986 Bildende Kunst     | Kurt Ingerl                      |                               |                       |                     |
| 1987                    | Peter Zumpf                      |                               |                       |                     |
| 1989 Literatur          | Joseph P. Strelka                |                               |                       |                     |
| 1991 Literatur          | Annemarie Moser                  |                               |                       |                     |
| 1995 Literatur          | Erich Sedlak                     |                               |                       |                     |
| 2003 Bildende Kunst     | Gotthard Fellerer                | Christine Eberl               | Markus A. Grabenwöger |                     |
| 2005 Medien             | Wolfgang Murnberger              | Helmut A. Puritscher          |                       |                     |
| 2006 Musik              | Richard Filz                     |                               |                       |                     |
| 2008 Wissenschaft       | Karl Flanner                     |                               |                       |                     |
| 2009 Bildende Kunst     | Elfi Macek                       | Izabella Zabierowska          | Michael Wegerer       |                     |
| 2011 Literatur          | Helga Pankratz                   | Horst Hahn, Paul Eisenkircher | Michael Kunc          | Brigitte Haberstroh |
| 2014 Darstellende Kunst | Werner Schulze                   | Dagmar Leitner, Rüdiger Rohde | Markus Dinhobl        | Stefan Holoubek     |